# Academia Real de Arquitetura

## História e Fundação
A Academia Real de Arquitetura (Académie royale d'architecture) foi constituída em 1671, na França, durante o governo de Luís XIV. Com a intenção, de afirmar o estado moderno francês afirmando-se em ciências e artes, o "rei sol" e seu ministro de estado Jean-Baptiste Colbert, estabeleceram as Academias francesas de Arquitetura, Artes, Música, Ciência, entre outras. A Academia de Arquitetura consolida-se nos séculos XVII e XVIII, constituindo através de métodos clássicos de ensino, a base do conceito atual de estudo de arquitetura ocidental.
As instalações educacionais da Academia inicialmente abrangiam pouco além de cursos de palestras. Consequentemente, o sistema é mais bem estudado no período que se segue à concessão de uma Carta em 1717, quando a experiência ensinou aos acadêmicos a melhor maneira de proceder, além disso, a nova Carta  afirmava claramente as responsabilidades pedagógicas básicas da Academia. 
Quando a Academia foi fundada, apenas seis arquitetos, mais um professor e um secretário foram nomeados. Quando Jules Hardouin Mansart se tornou Superintendente de Edifícios em 1699, o número de membros aumentou para quatorze. A Carta de 1717 aumentou esse número para vinte. Em 1756, a adesão foi finalmente fixada em trinta. Essa restrição à adesão à Academia afetou de maneira vital a eventual organização da Escola, uma vez que o Estatuto Social previa que o número de “alunos” oficiais deveria ser proporcional ao número de acadêmicos. Assim, o artigo afirmava que cada acadêmico deveria nomear um aluno (claramente previsto como sendo um de seus próprios alunos ou assistentes), e que o professor poderia nomear seis alunos
O caráter geral da escola foi inevitavelmente esboçado bem antes dessa data, como uma consequência natural das características da prática arquitetônica na França no final do século XVII e início do século XVIII. É importante enumerar e enfatizar essas características devido as mudanças radicais que ocorreram após a Revolução Francesa, quando um sistema muito diferente - geralmente chamado de "sistema Beaux-Arts" - foi colocado em seu lugar. 
Quando Colbert fundou a Academia de Arquitetura, ele perseguiu dois objetivos principais. Um foi o estabelecimento de "la belle Architecture" como um sistema que poderia ser moldado, com regras fixadas e problemas resolvidos de uma vez por todas, em um instrumento adequado para a política do absolutismo.A outra era fornecer instalações para instruir os alunos na fundamentação teórica da arquitetura. Essa formação, junto com a da Academia de Roma, pretendia assegurar um suprimento de arquitetos bem preparados para o emprego dentro do enorme programa de construção do Estado Absoluto. No geral, a Academia atendeu a esses requisitos, mas a concentração no lado teórico da arquitetura produziu outro resultado provavelmente inesperado. Nos séculos XVII e XVIII, todos os grandes arquitetos franceses pertenciam ao corpo acadêmico e todos aderiam à base teórica comum. 
A influência da Academia tornou-se aparente quando, no início do século XVIII, a fantasia longamente acorrentada de certos designers e decoradores se soltou, produzindo durante um período de trinta a quarenta anos "a arte do rococó, uma das criações artísticas mais recentes desde o gótico". A oposição de arquitetos, velhos e jovens, a esse movimento é um acontecimento muito incomum na história da arte. O movimento, visto agora como uma nova tendência iniciada por uma geração jovem, parecia aos arquitetos da época como capaz de interromper o progresso em que, acima de tudo, acreditavam. 

## Principais características

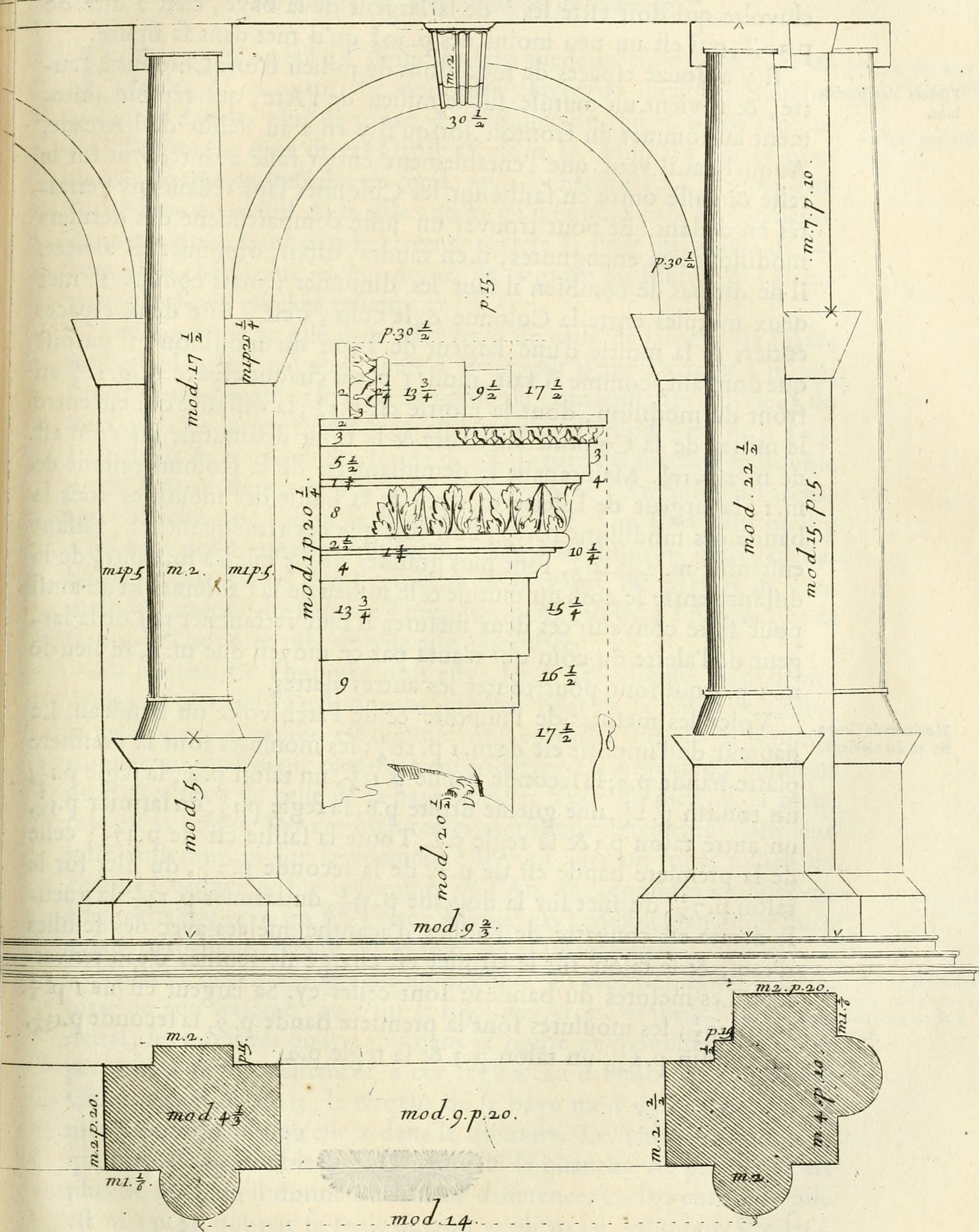
Cours d'architecture livro IV

A primeira característica decorre do fato de que a Academia de Arquitetura era totalmente independente da Academia Real de Pintura e Escultura fundada em 1648 pelo Cardeal Mazarin. Consequentemente, a academia também era totalmente independente da escola de pintura, fato esse que foi refutado por alguns pintores e arquitetos, como Charles Le Brun, que em um conferência em 1671 citou o próprio discurso inauguração de Blondel para afirmar a união das academias.
A segunda característica decorre do fato de que os cursos teóricos ministrados por as academias de arquitetura eram livres e gratuitas, ou seja, podiam ser frequentadas por qualquer pessoa. Foi apenas gradualmente que surgiu uma "escola" no sentido atual do termo: uma instituição onde jovens aspirantes eram registrados como "estudantes" e onde qualificações específicas eram necessárias para habilitá-los aos privilégios educacionais especiais fornecidos.
A terceira característica decorre do fato de que esta foi uma época em que apenas os edifícios mais importantes foram projetados por pessoas designadas como "arquitetos". Assim, poucos arquitetos foram inicialmente eleitos para a Academia, e eles tendiam a considerar seu titÍe architecte-du-roi virtualmente um sinônimo de "arquiteto". Mas uma das condições de eleição era que eles deveriam residir em Paris, então poder assistir às reuniões semanais. Consequentemente, outros arquitetos não foram reconhecidos, especialmente aqueles que viviam nas províncias.
Seu primeiro diretor, François Blondel, foi incumbido com a tarefa de criar um currículo, codificando os princípios do projeto clássico, de forma semelhante ao que acontecia na Academia Real de Pintura e Escultura. Também deveria disseminar o conhecimento através de duas palestras semanais. O cerne da doutrina acadêmica eram os princípios do arquiteto da Roma Antiga Vitrúvio, com alguma inspiração nos tratadistas renascentistas como Leon Battista Alberti. Seu trabalho contribuiu para disciplinar o que se percebia como excessos da arquitetura barroca, estabelecendo uma filosofia de clareza, harmonia e equilíbrio. Em seu discurso inaugural, Blondel convocou os estudantes para a missão de restaurar a arquitetura ao seu antigo esplendor, e enfatizou a necessidade de um estudo sólido e de amplo horizonte. Seu tratado teórico Cours d'Architecture(1675) foi o primeiro a ser escrito na França.
Suas idéias foram corroboradas por René Ouvrard no tratado Architecture harmonique (1677), acrescentando que a Beleza deriva de um sistema claro de proporções, similar ao que era encontrado na música, insistindo ainda mais que Blondel na estrita observância das regras clássicas. O rigor da sistematização não demorou a ser atacado por um arquiteto que permanecia à margem da academia, Claude Perrault. Perrault elaborou uma nova tradução de Vitrúvio e, aproveitando passagens em que o antigo mestre louvava a liberdade de um arquiteto helenista, defendeu uma flexibilização no programa acadêmico e afirmou que sua época não seguia o mesmo gosto dos romanos, dizendo que uma aderência estrita às regras antigas impediria todo o progresso. Isso logo deu nascimento a uma prolongada polêmica entre os "antigos" e os "modernos", que se estendeu por um século inteiro. Seu irmão, Charles Perrault, que se tornou um acadêmico influente, continuou na sua linha, advogando a liberdade de criação sem a necessidade da sanção do passado. Os Perrault também foram importantes por darem início à revalorização da arquitetura gótica.

## Fases da Academia
A evolução do currículo e da política da Academia convenientemente divide-se em três fases. O primeiro durou desde a data da Carta até 1762 (data da nomeação de François Blondel como Professor da Academia. A segunda fase durou até a morte de J-F Blondel em 1771. A terceira fase terminou com a dissolução de todas as Academias pelo governo revolucionário em 1793. Este fase final foi marcada principalmente pela influência de Étienne Louis Boullée, e outros como ele, que foram visionários políticos e também arquitetônicos. Foram grandiosos projetos e as doutrinas consolidadas na Arquitetura de Boullée, essai sur l'art, que formou a ponte entre a velha escola da academia e a École des Beaux-Arts do século XIX; e foram suas simpatias políticas com o novo regime que colocaram a organização da nova escola em suas mãos. A segunda fase foi, sem dúvida, a mais importante, e sua importância se deve ao fato de Blondel ter introduzido muitos dos métodos que havia aperfeiçoado em sua escola particular de arquitetura 

## Blondel e a Academia

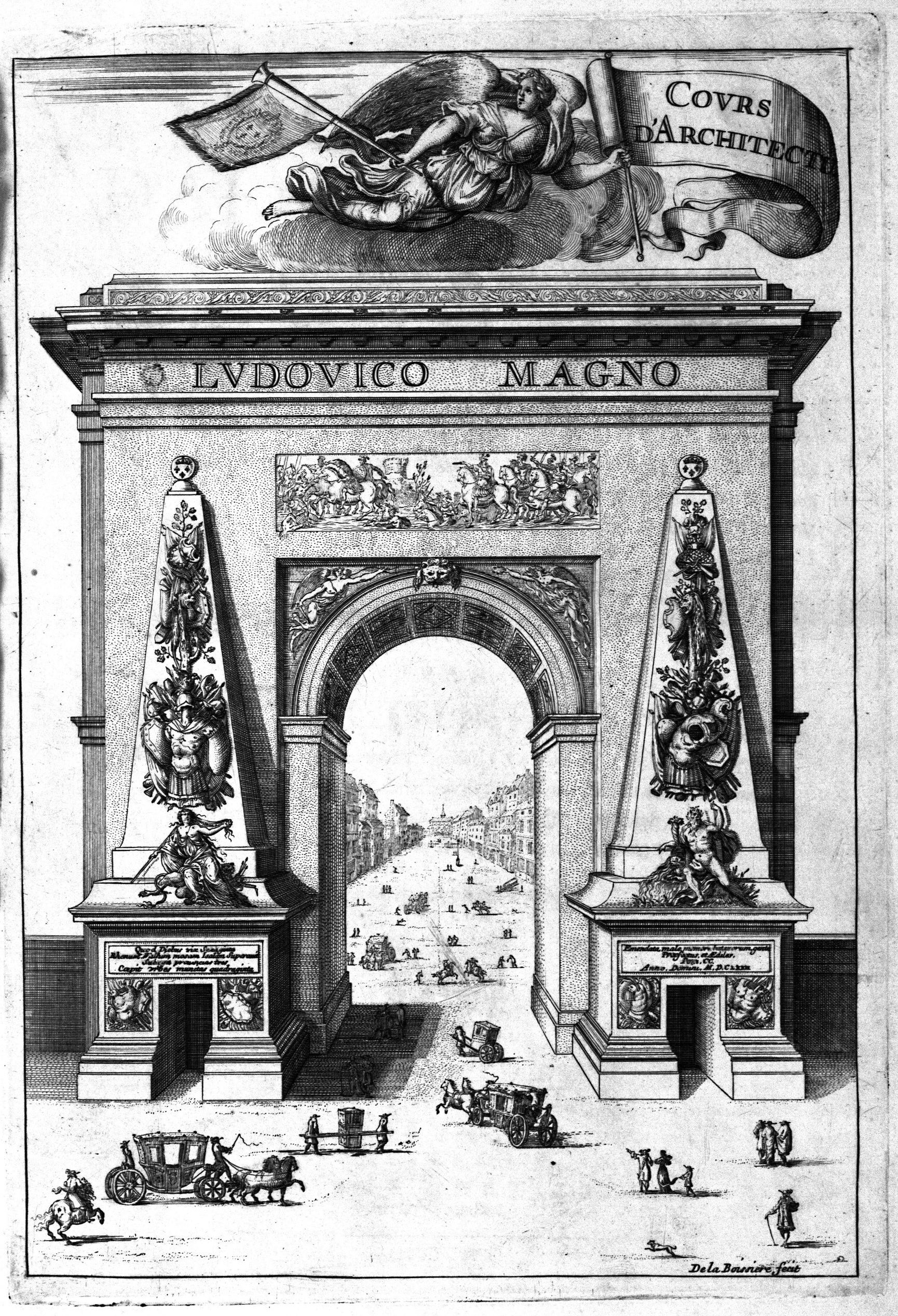
Frontispiz Cours d'architecture Francois Blondel 1698

François Blondel (1618-1686), é bem conhecido por seu papel na história da arquitetura: ele foi o primeiro diretor da Académie Royale d'Architecture, o criador da Porta St. Denis e o autor do Monumental Cours d'architecture (Paris, 1675-83). A obra mais famosa e certamente mais influente de Blondel foi seu Cours, publicado em doze pequenos volumes, de 1771 a 1777. Baseado em palestras proferidas em 1777, o Cours claramente não é uma série de notas de aula; o todo foi revisado, ampliado. As personalidades e polêmicas do século XVIII estão refletidas com precisão nesta obra; eles são avaliados e colocados, por assim dizer. Mas o próprio Blondel não completou o Cours. Ele terminou as duas primeiras seções lidando com 'Decoração' e 'Distribuição', mas deixou apenas quarenta e oito páginas de escrita e algumas placas para a terceira, em 'Construção'. 
Suas pesquisas históricas padrão regularmente o apresentam como um participante central na renovação do classicismo francês sob Luís XIV e seu ministro Jean-Baptiste Colbert. Blondel também foi celebrado, no entanto, como matemático, cientista e acadêmico, um aspecto mais mal compreendido, embora não menos crucial, da sua identidade intelectual, em particular seu tratado de 1673 Résolution des quatre principaux problemes d'architecture. Na verdade, poucas figuras são mais representativas da dose afinidade entre arquitetura e as "novas ciências" do século XVII.
Blondel criou uma Ecole des Arts, onde vários professores, especializados em várias disciplinas, ensinavam em um lugar sob sua direção.  O próprio Blondel explicou detalhadamente o propósito de seu empreendimento na edição de agosto de 1747 do Mercure de France. “Para formar arquitetos qualificados”, escreveu ele, “é dispensável unir o estudo de todas as artes relevantes” (isto é, pintura, escultura, design de jardim, alvenaria, marcenaria, carpintaria, trabalho de serralheria, etc.). 
Como teórico, Blondel era um mestre da síntese em vez de um pensador original. Ele venerou a arquitetura do grand siècle, em particular a obra de Mansart, e elogiou a flexibilidade e o conforto alcançados no planejamento residencial contemporâneo. Blondel aceitou dentro de certos limites o conceito de mudança estilística, mas sustentou que toda boa arquitetura era o produto da aliança da doutrina clássica e da conveniência, um termo que ele expandiu além de seu significado tradicional de decoro para abraçar o conceito de que um edifício deve expressar claramente seu propósito. Blondel estabeleceu sua Ecole des Arts para fornecer um programa abrangente de estudos arquitetônicos. Em contraste com as palestras duas vezes por semana que compreendiam a instrução formal na Académie Royale d 'Architecture, Blondel em seu currículo ocupou os alunos em tempo integral por três anos com cursos de estúdio e palestras cobrindo teoria e prática. 
Assim, pode-se afirmar com justiça para Blondel que ele originou, na primeira metade do século XVIII, um sistema de educação arquitetônica em tempo integral que não foi introduzido na América do Norte por quase mais cento e cinquenta anos, mas que agora é o método geralmente aceito de treinamento em arquitetura na Europa e na América. 